# کسل‌تاون
latitudeکسل‌تاونlongitudeکسل‌تاون
کسل‌تاون (به لاتین: Castletown) یک شهرک در جزیره من است.

## نگارخانه

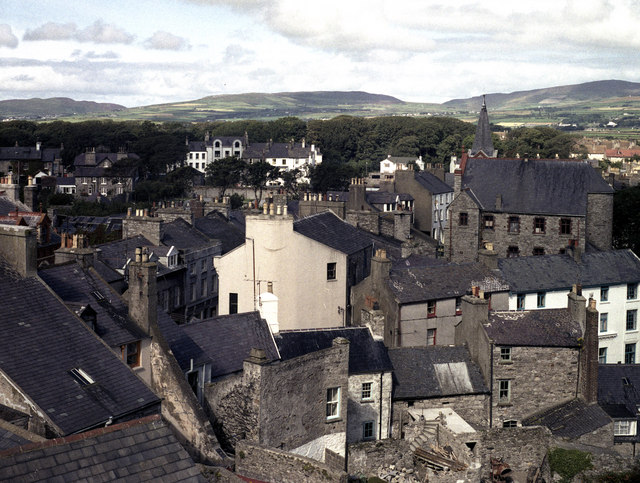
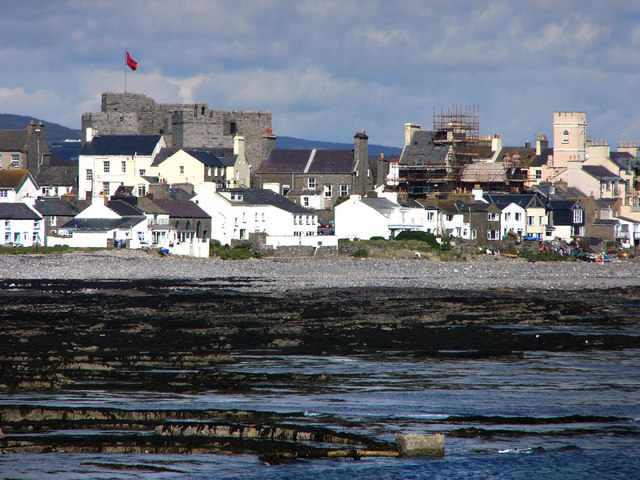
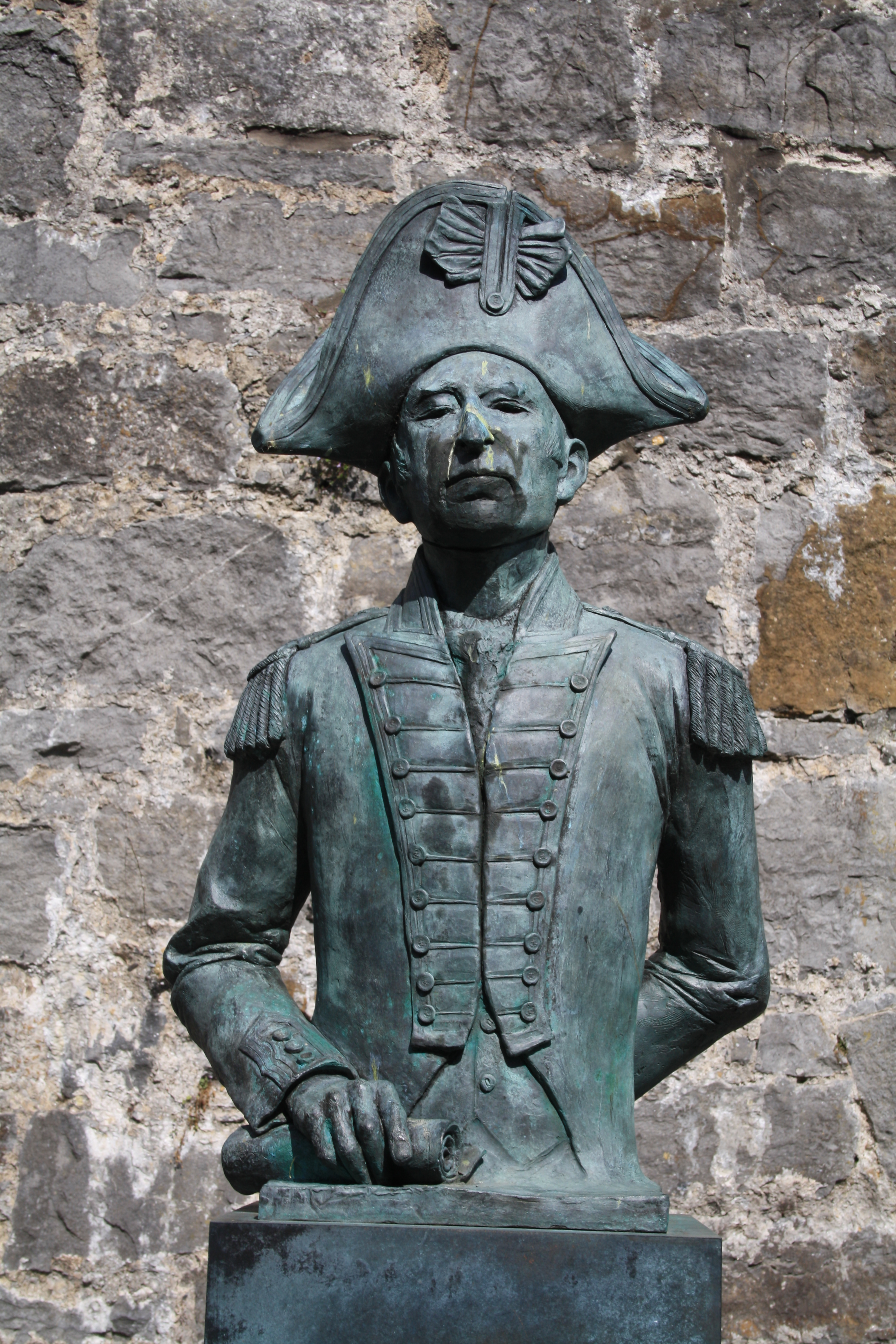
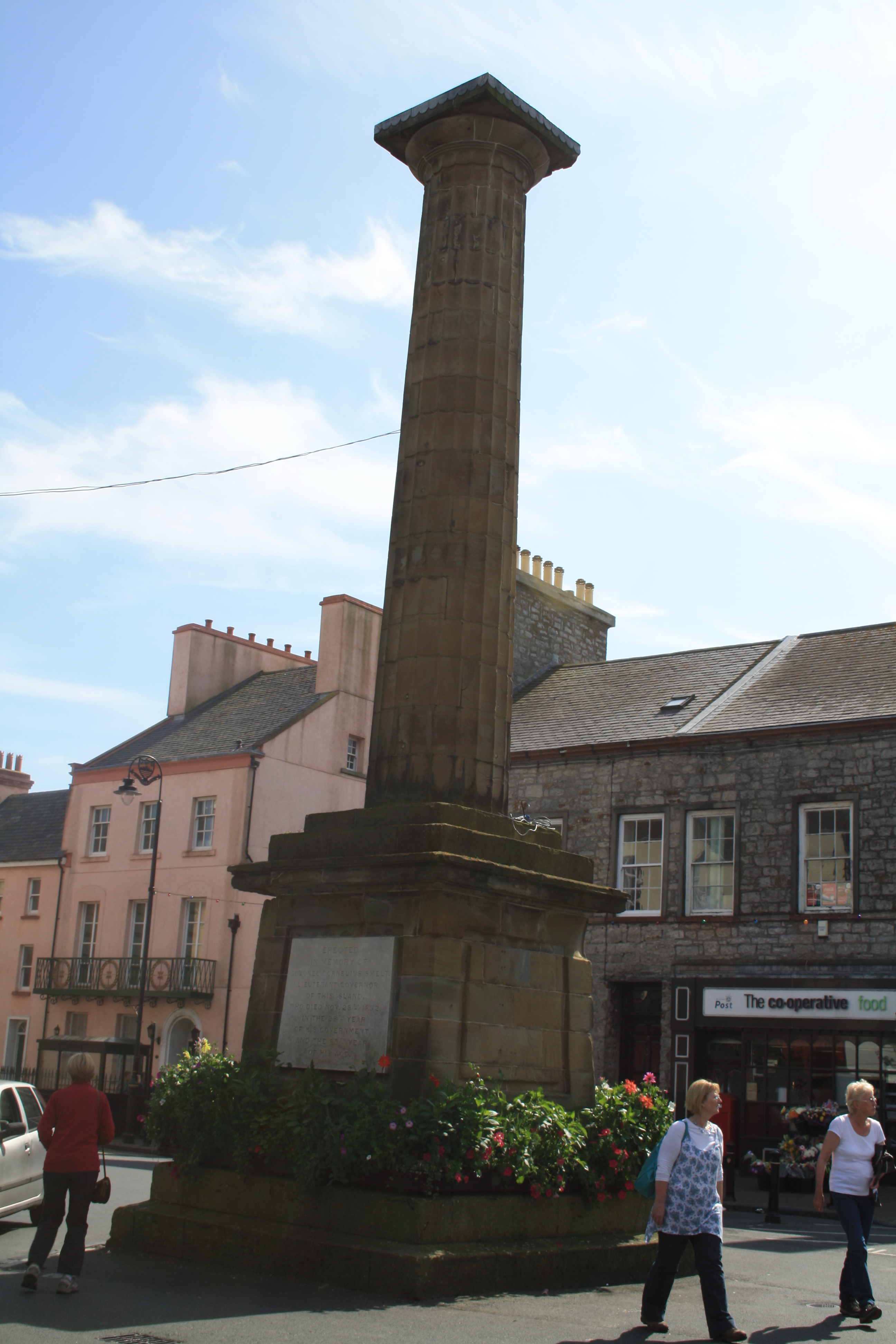
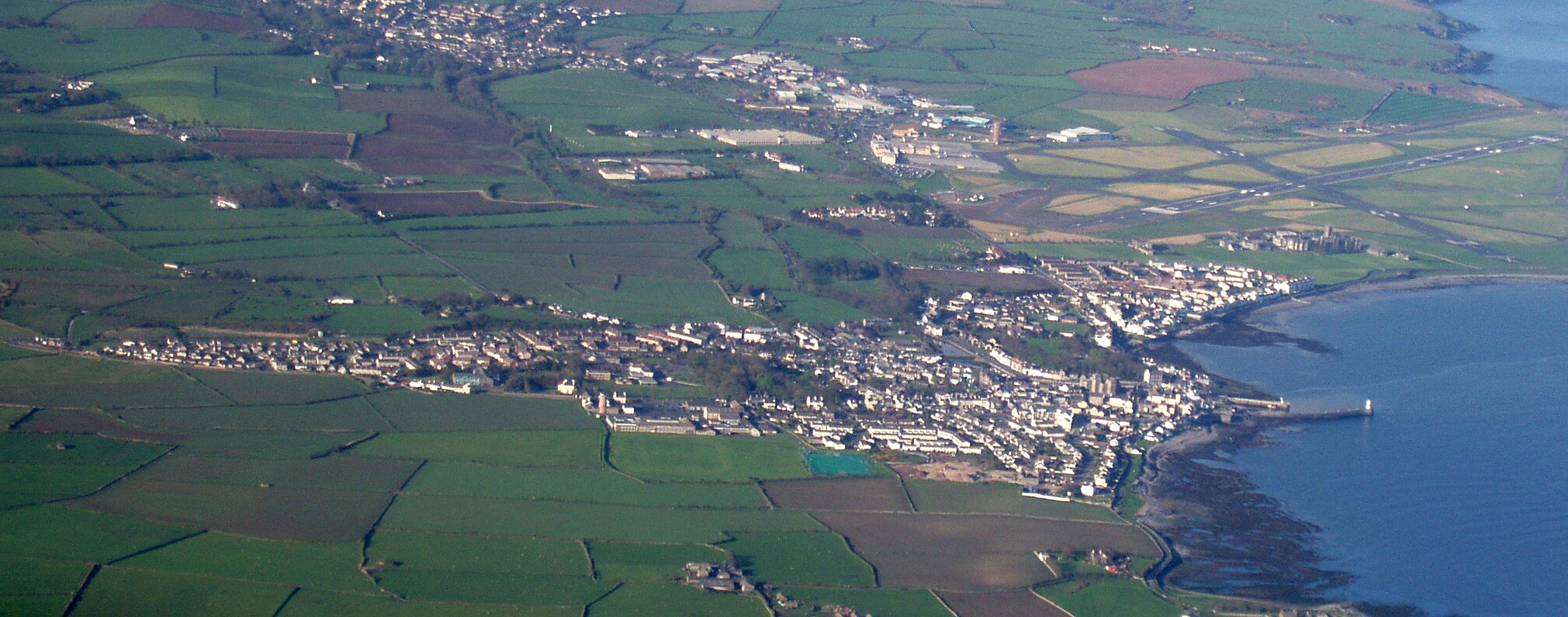
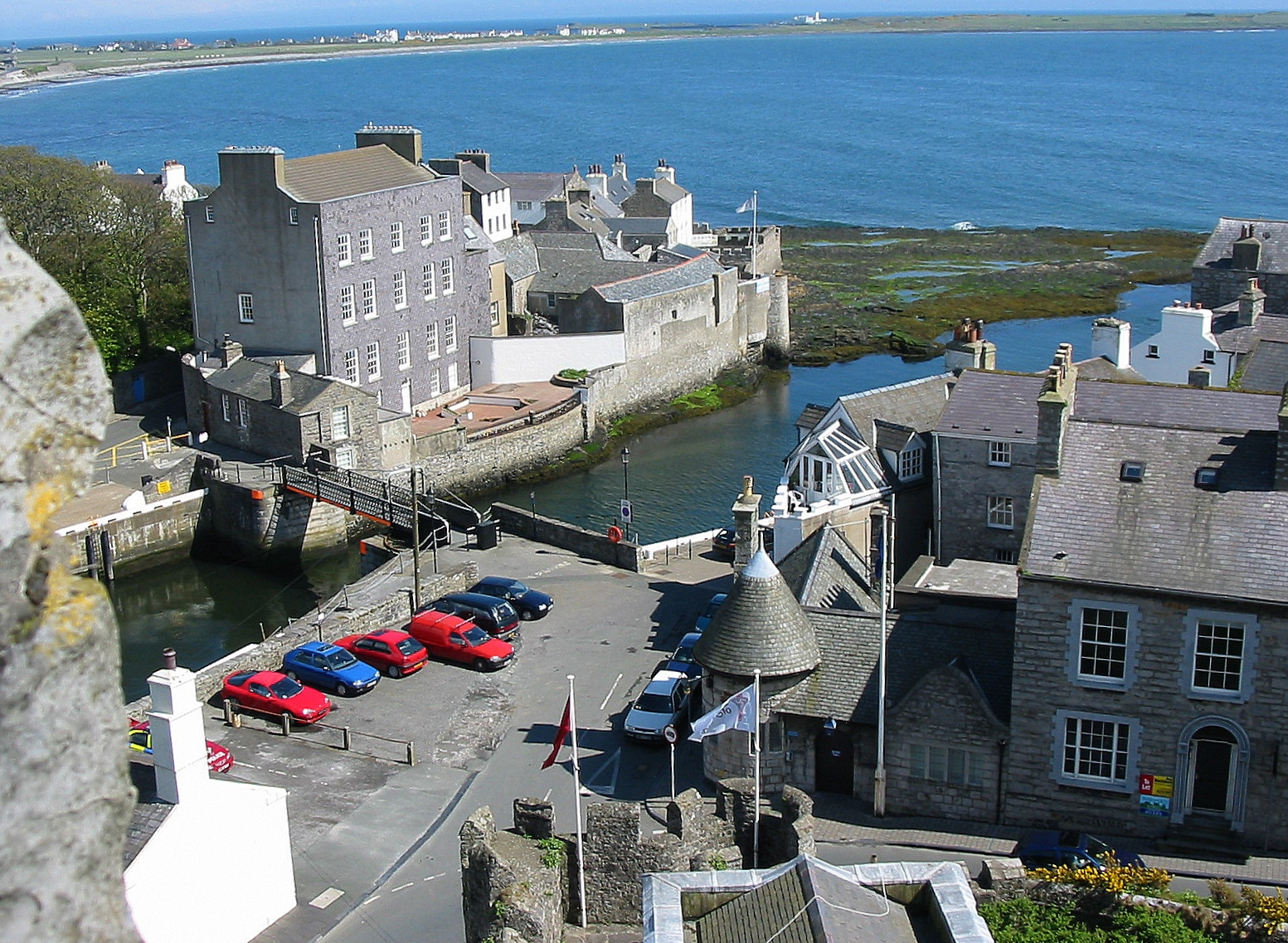
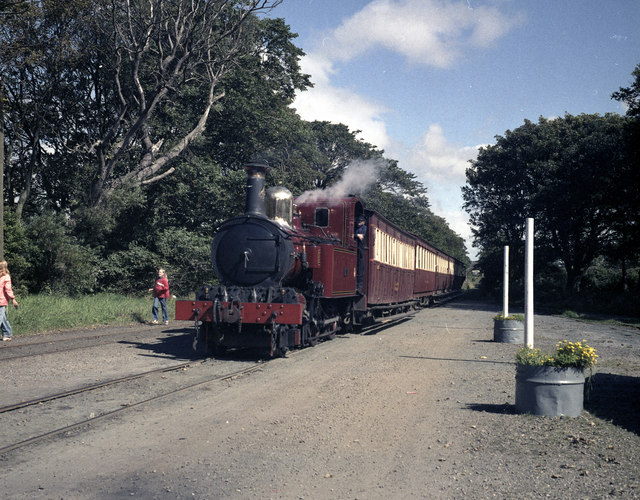
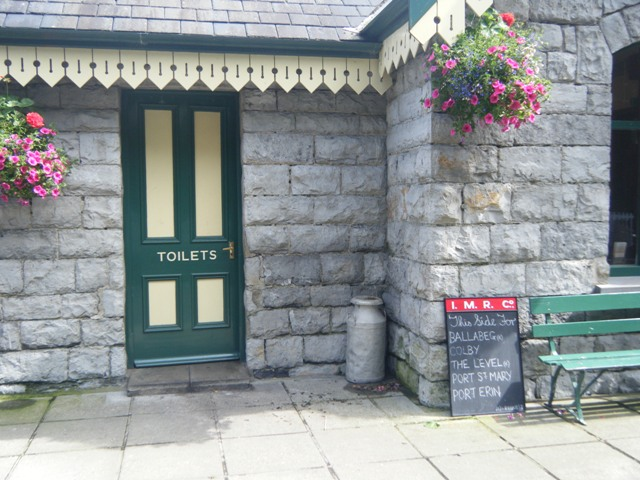
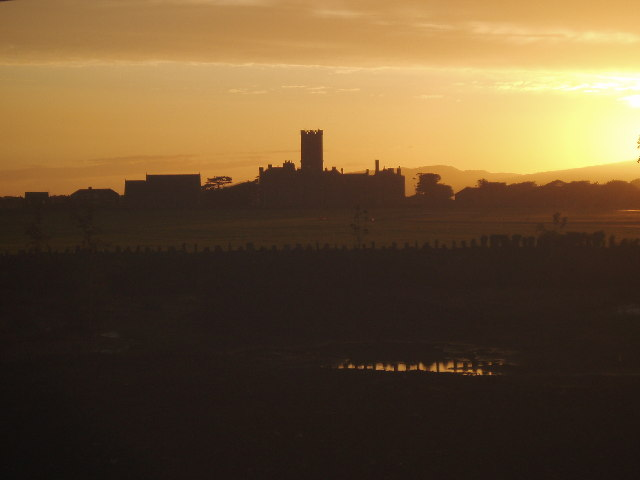
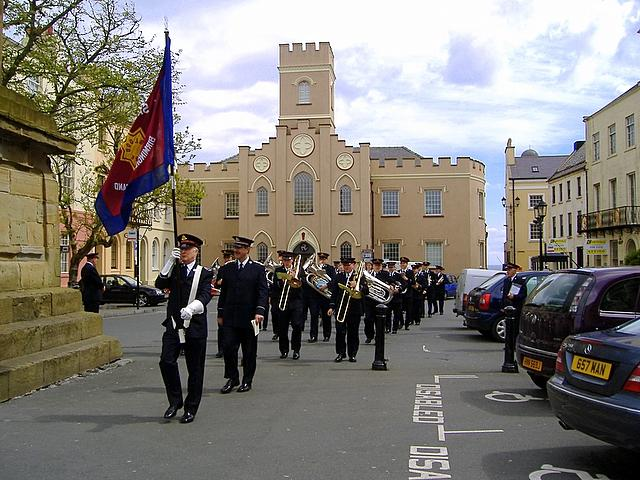
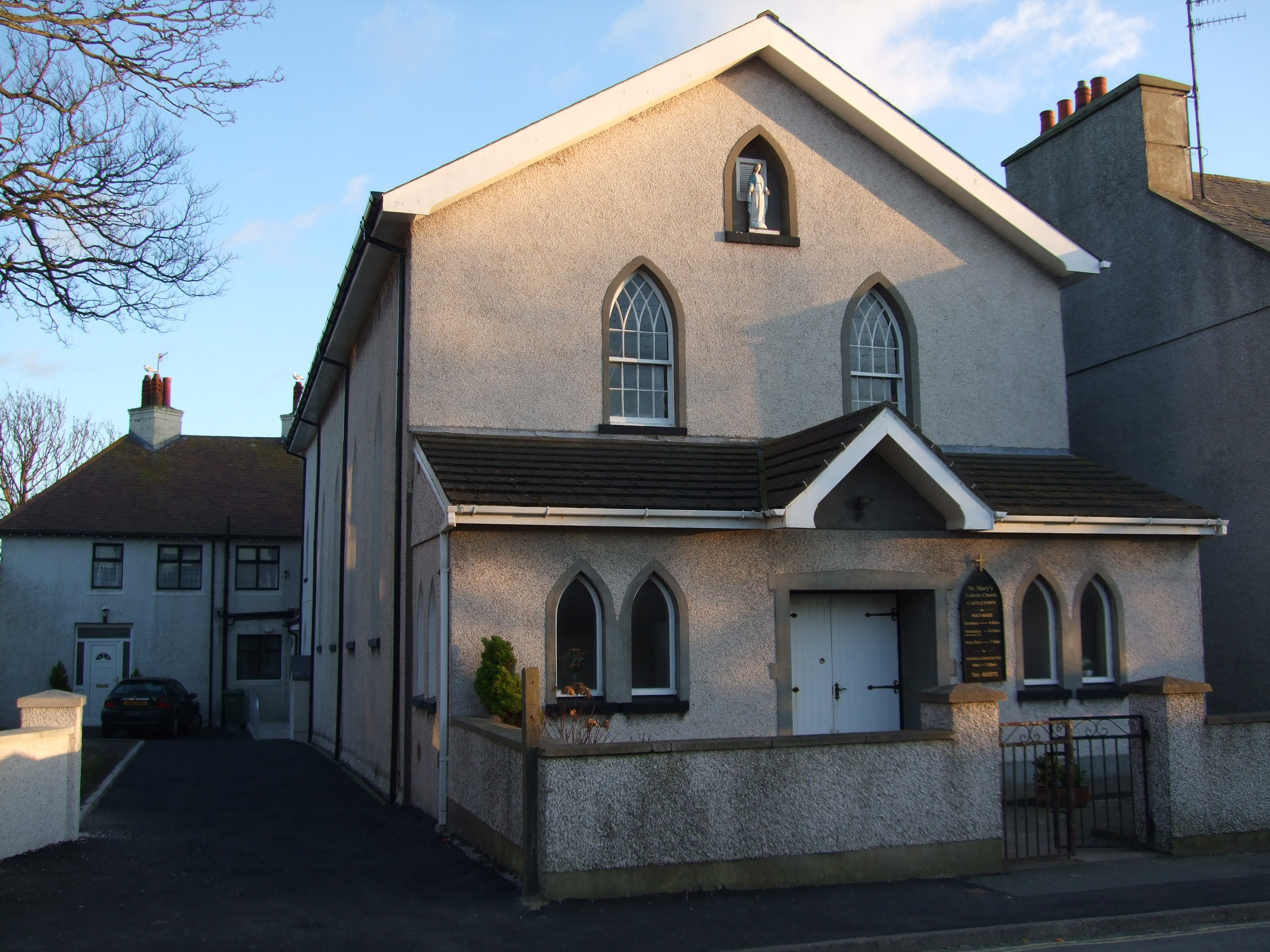
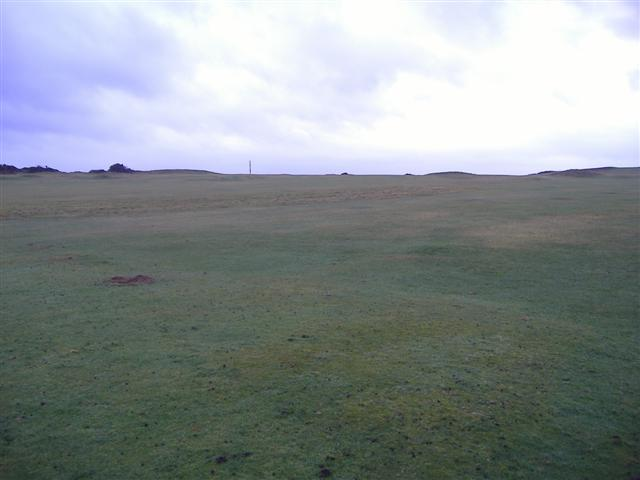
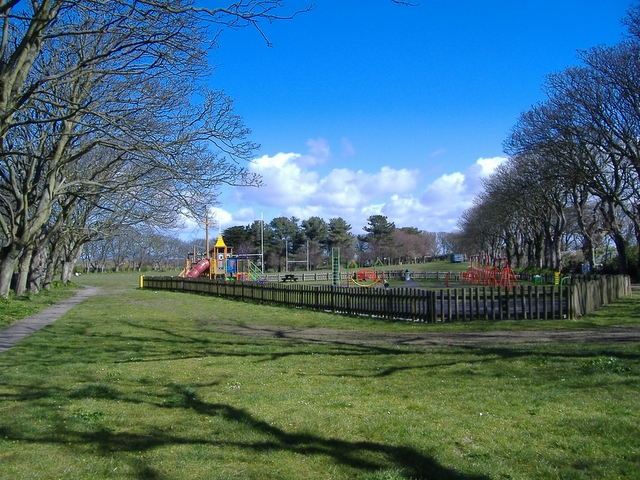
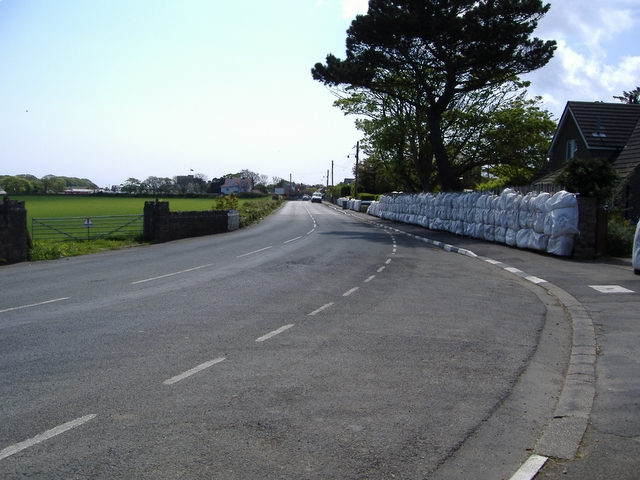
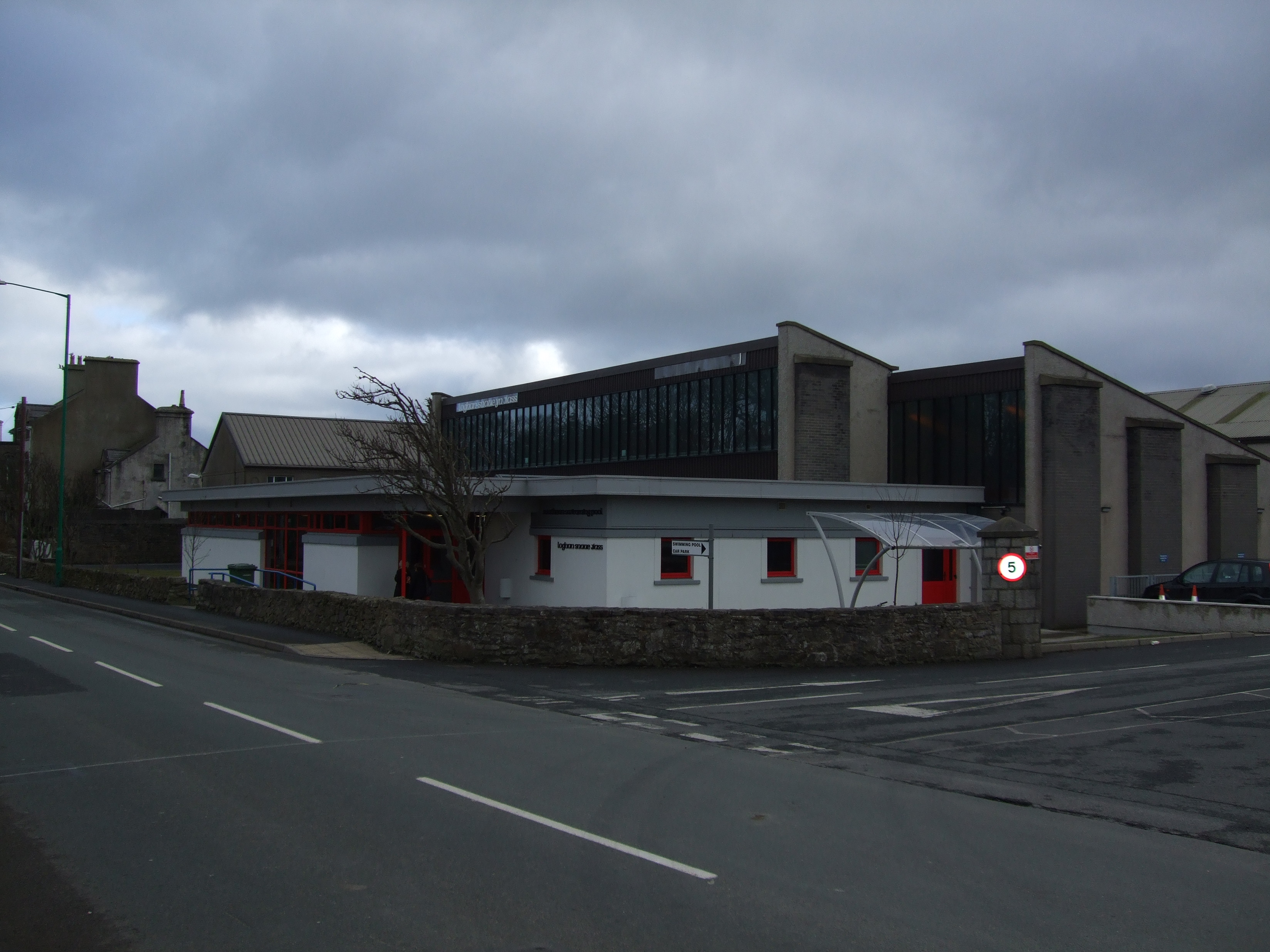
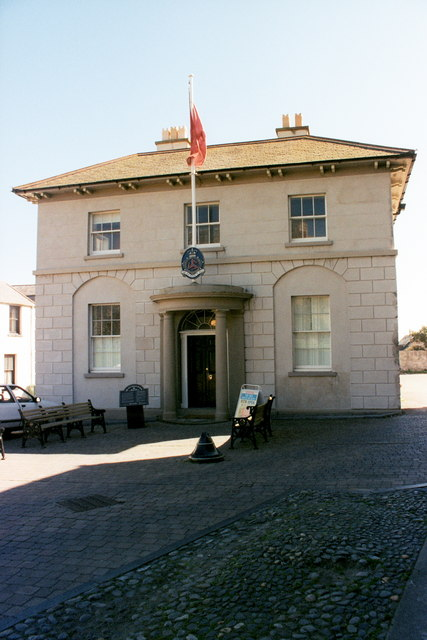
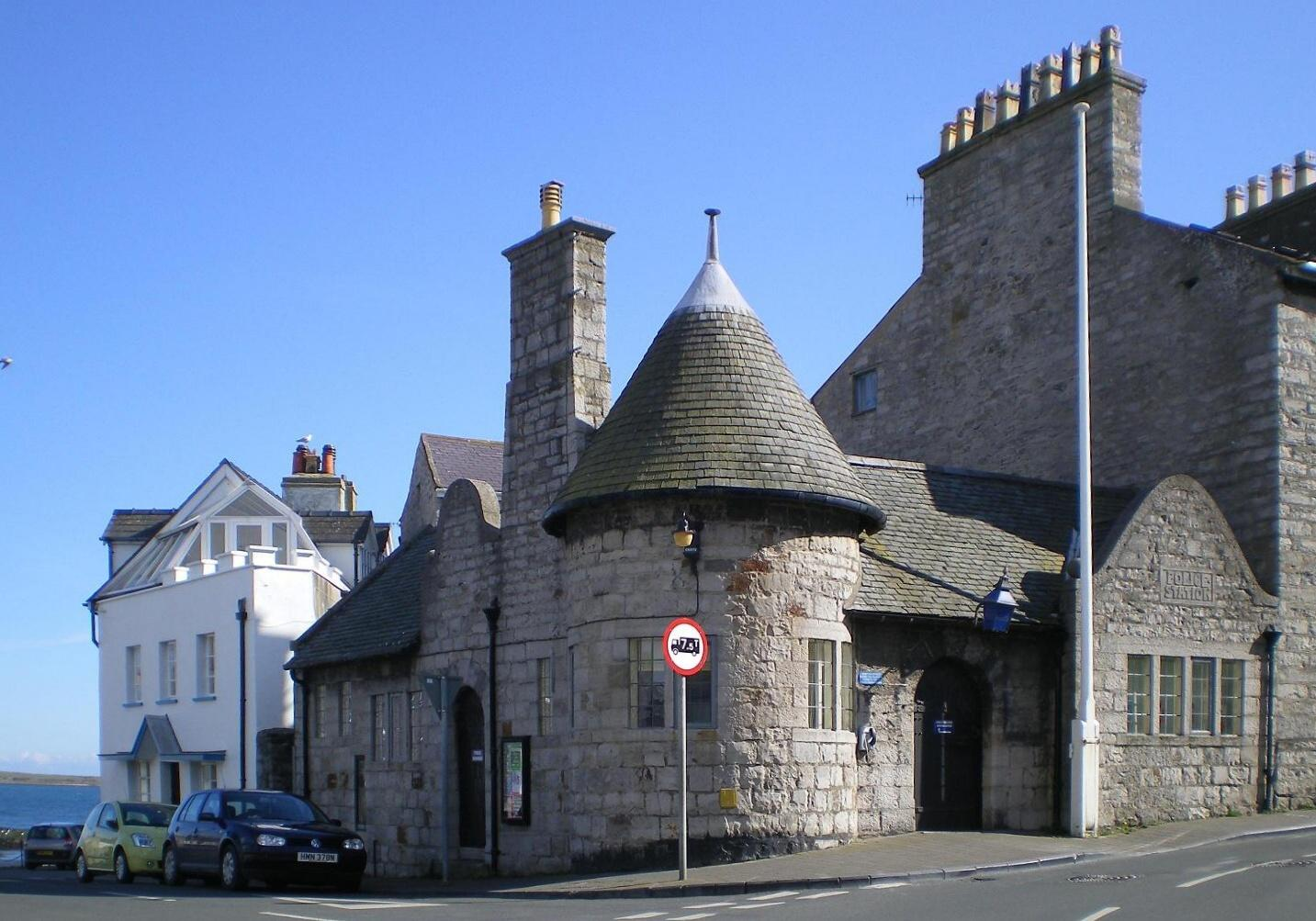
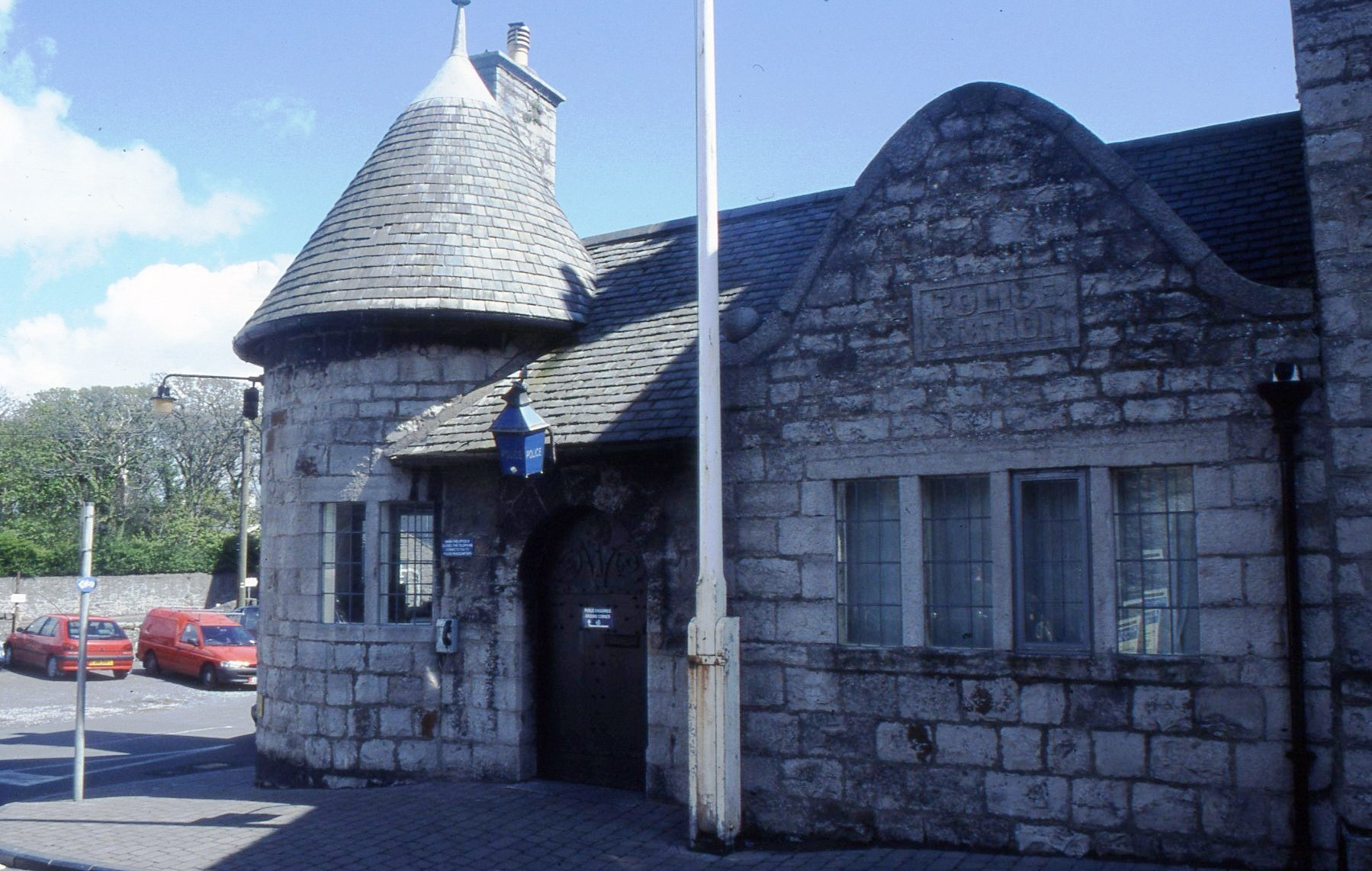

## خصوصیات
کسل‌تاون ۳٬۱۰۹ نفر جمعیت دارد.